# Campoctonus bicolor
Campoctonus bicolor là một loài tò vò trong họ Ichneumonidae.